# Драгомир Васић
Драгомир Васић (Тузла, 30. октобар 1964) је српски политичар.

## Живот
Рођен је 1964. у Тузли. Основну школу и гимназију завршио је у Живиницама. Југословенску народну армију је служио у гарнизону Рашка и одликован је значком „Примјеран војник“. На правном факултету Универзитета у Сарајеву дипломирао је 1988. године. Након двогодишњег приправничког стажа у Основном суду у Живиницама, положио је правосудни испит. Један је од оснивача Српске демократске странке у Живиницама и њен члан од оснивања до данас. Након избијања ратних дејстава 1992. године, организовао је извлачење и спашавање око 3.000 Срба са подручја Живиница и Кладња на слободну територију у Шековиће, а касније и у Зворник, гдје и данас живе.
Од маја 1992. до марта 1993. године био је припадник Војске Републике Српске. Од марта 1993. до априла 1994. године обављао је дужност начелника Станице јавне безбједности Зворник. 27. априла 1994. године је формирао Центар јавне безбједности Зворник, који је покривао 8 општина регије Бирач, а дужност начелника Центра обављао је до марта 1998. године.
У септембру 1993. године је обновио рад ФК Дрина Зворник гдје је обављао дужност председника Скупштине клуба.
Као кандидат СДС-а на изборима 2000. године изабран је за посланика у Народној скупштини Републике Српске и за одборника у Скупштини општине Зворник.
На изборима 2002. године поново је изабран за посланика у Народној скупштини Републике Српске, а са обје функције је смијењен 7. 7. 2003. године одлуком Високог представника (ОХР) Педија Ешдауна, због „мреже подршке“ Радовану Караџићу и Ратку Младићу. Забрањен му је политички рад и кандидовање на изборима као и обављање свих функција све до 10. 6. 2011. када је ОХР поништио своје одлуке.
Био је носилац свих активности на подјели плацева избјеглом и расељеном становништву које се изјаснило да жели трајно живјети у Зворнику, у насељима Брањево, Улице и Економија и главни је креатор свих инфраструктурних пројеката (електрификација, водоснадбјевање, изградња канализационе мреже и друго) у ова три насеља.
Члан је Епархијског одбора зворничко-тузланске епархије. Од 2004. године ради у Телекому РС као стручни сарадник за правне послове и заступања гдје је и данас запослен. Већ двадесет година живи у Зворнику. Ожењен је супругом Ковиљком и има троје дјеце: Марину, Владимира и Милицу.

## Признања
За посебне заслуге 1993. године одликован је орденом Карађорђеве звезде а 2008. године од стране патријарха Павла орденом Светог Саве.